# Detroit Observatory
Das Detroit Observatory (deutsch Detroit-Observatorium) befindet sich an der Ecke der Observatory Street und der Ann Street in Ann Arbor, Michigan. Es wurde 1854 erbaut und war die erste wissenschaftliche Forschungseinrichtung an der Universität von Michigan und eines der ältesten Observatorien dieser Art in der Nation. Es wurde 1958 als historische Stätte in Michigan ausgewiesen und 1973 in das nationale Verzeichnis historischer Stätten aufgenommen.

## Bau des Observatoriums
Henry Philip Tappan wurde im Dezember 1852 als Präsident der Universität von Michigan eingesetzt und appellierte in seiner Antrittsrede an die Bürger von Michigan, Forschungs- und Laboreinrichtungen an der Universität zu unterstützen. Unmittelbar danach wurde Tappan von dem Detroiter Geschäftsmann (und ehemaligen Generalstaatsanwalt von Michigan) Henry N. Walker angesprochen, der Hilfe anbot. Tappan schlug vor, Spenden für ein Observatorium zu sammeln, und Walker erklärte sich bereit, eine Spendenaktion zu leiten. Walker sammelte bald über 7000 Dollar von den Bürgern von Detroit, eine Summe, die sich in den nächsten Jahren auf insgesamt 18.760 Dollar erhöhte. Dies beinhaltete 4000 Dollar von Walkers eigenem Geld und Beiträge von Lewis Cass, Henry Porter Baldwin, Senator Zachariah Chandler und anderen. Zusätzliche Mittel wurden vom Verwaltungsrat der Universität von Michigan bereitgestellt, so dass insgesamt 22.000 Dollar für das Gebäude und die Instrumente zur Verfügung standen.
1853 wurde Land in Ann Arbor für die Baustelle erworben, und George Bird aus New York wurde beauftragt, den Bau des Gebäudes zu beaufsichtigen. Um das Gebäude zu entwerfen, wandte sich Tappan an Richard Harrison Bull, Professor für Bauingenieurwesen an der New York University, Amateurastronom und ehemaliger Student von Tappan. Der Bau wurde im Jahr 1854 abgeschlossen, und das Gebäude wurde Detroit Observatory benannt, um die Spender zu ehren, die den Bau finanzierten. In der Kuppel des Gebäudes befand sich ein 32 cm langes Refraktor-Teleskop von Henry Fitz. Das Fitz war das drittgrößte der Welt, als es 1857 installiert wurde. Im Ostflügel wurde ein 15 cm langer Pistor & Martins Meridiankreis installiert, während der Westflügel als Bibliothek und Büroraum für den Direktor diente.

## Spätere Ergänzungen und Änderungen am Gebäude

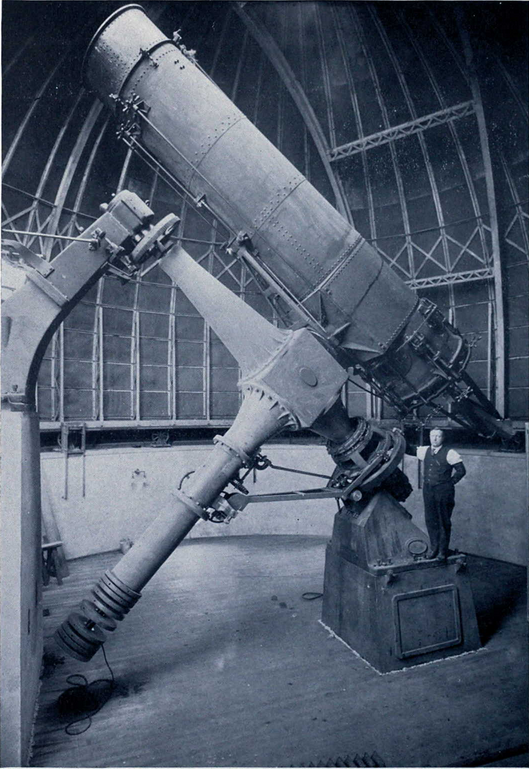
Universität von Michigan Teleskope 1912

Observatoriumsgebäude um 1903 auf einer Postkarte

1890 wurde der Kuppelrotationsmechanismus überarbeitet. 1868 wurde am Westende des Gebäudes eine Direktorenresidenz hinzugefügt. Die Residenz wurde 1905–06 vergrößert und verbessert, und 1908 wurde ein weiterer größerer Flügel mit Büroräumen hinzugefügt. Der Zusatz von 1908 umfasste eine zweite Kuppel und Platz für ein neues 950 mm (37 1⁄2 Zoll) großes Spiegelteleskop. Die Residenz des Direktors wurde 1954 abgerissen, um Platz für die Erweiterung der nahe gelegenen Couzens Hall zu machen. Der Anbau von 1908 wurde 1976 abgerissen.
Die Astronomieabteilung zog 1963 aus dem Gebäude aus, und das Detroit Observatory wurde zuerst als Bibliothek, dann als Lagerraum genutzt. Es verfiel bald und wurde in den 1970er Jahren vom vollständigen Abriss bedroht. Das Gebäude wurde jedoch 1973 in das nationale Register historischer Stätten eingetragen und 1997–98 restauriert. Im Jahr 2005 wurde das Detroit Observatory eine Abteilung der Bentley Historical Library.
Die Funktion des Detroit Observatory auf dem Campus wurde schrittweise von anderen Observatorien der Universität von Michigan übernommen. Zu den Observatorien der Universität von Michigan gehören das Detroit Observatory (1854), das Angell Hall Observatory (ein Studentenobservatorium, 1927), das Lamont-Hussey Observatory (Südafrika, 1928) und das McMath-Hulbert-Observatorium (Lake Angelus, 1930).

## Astronomie und andere Wissenschaften am Detroit Observatory
Die Fakultät des Detroit Observatory leistete in der zweiten Hälfte des 19. Jahrhunderts einen wesentlichen Beitrag zur Entwicklung der amerikanischen Astronomie. Der erste Direktor des Observatoriums, Franz Brünnow, wurde 1856 von Präsident Tappan an die Universität von Michigan berufen. Brünnow war Astronom an der Königlichen Sternwarte in Berlin, damals unter der Leitung von Johann Franz Encke, als Tappan ihn traf. Brünnow erklärte sich bereit, im Auftrag von Tappan die Herstellung des Meridiankreises durch die deutsche Firma Pistor & Martins zu überwachen. Als Brünnow seine Bewunderung für die Qualität des Instruments zum Ausdruck brachte, nutzte Tappan die Gelegenheit, um ihn nach Michigan einzuladen. Möglicherweise von Encke und Alexander von Humboldt ermutigt, nahm Brünnow an. Er war bereits bekannt für seine Anwesenheit bei der Entdeckung von Neptun im Jahr 1846 und für sein Lehrbuch der Sphärischen Astronomie.
Brünnow erweiterte den Astronomie-Lehrplan an der Universität von Michigan um die „deutsche Methode“, bei der strenge Mathematik, genaue Beobachtung und Reduzierung der Beobachtungs- und Instrumentenfehlern durch die Methode der kleinsten Quadrate im Vordergrund standen. Am Detroit Observatory führte er den bis dahin umfangreichsten formalen Kurs in Astronomie durch, der in den Vereinigten Staaten angeboten wurde. Der zweijährige Kurs umfasste umfangreiche Mathematik sowie Schulungen zu den Teleskopen des Detroit Observatory. Brünnows eigene Analyse der Toleranzen des Pistor & Martins-Meridian-Kreises wurde viele Jahre lang als Meisterwerk der Methode angesehen. Brünnow selbst führte ein Forschungsprogramm zu Asteroiden, Kometen und Sternparallaxe durch. Er gründete die Zeitschrift Astronomical Notices, die erste akademische Zeitschrift an der Universität von Michigan und eine der ersten im Land. Astronomical Notices veröffentlichte die Arbeit amerikanischer und europäischer Astronomen.
Das Erbe des von Brünnow ins Leben gerufenen Programms war, dass bis zum Ende des Jahrhunderts nach einer Schätzung etwa ein Viertel der führenden Astronomen und Meteorologen in den USA am Detroit Observatory ausgebildet worden waren. Es war, wie Cleveland Abbe sagte, der Ort, um Astronomie zu studieren.
Brünnows Schüler James Craig Watson wurde 1863 der zweite Direktor des Observatoriums. Watson war 1859–60 ein Jahr lang stellvertretender Direktor gewesen, während dessen Brünnow als stellvertretender Direktor des Dudley-Observatoriums in Albany tätig war. Watson setzte das strenge Bildungs- und Forschungsprogramm fort, das Brünnow begonnen hatte – obwohl er nach vielen Berichten ein gleichgültiger Ausbilder war, außer bei denen, in denen er bedeutendes Talent für die Astronomie sah. Er war weniger geneigt als Brünnow, den Schülern Zeit an den Teleskopen zu geben, was zu Beschwerden der Schüler führte. Schließlich erhielt Watson 1878 von der Bundesregierung Mittel, um ein kleines Observatorium südöstlich des Detroit Observatory zu errichten, um den Merkurtransit zu beobachten. Dieses Observatorium war später der Nutzung durch Studenten gewidmet und umfasste ein 3-Zoll-Transit-Teleskop sowie einen 6-Zoll-Äquatorialrefraktor. Das Studentenobservatorium wurde 1908 auf die Westseite des Hauptobservatoriums verlegt und 1926 erneut auf das Dach der Angell Hall verlegt.
Watson war bekannt für seine Beobachtungs- und mathematischen Fähigkeiten. Er war viele Jahre in einem informellen Wettbewerb mit C.H.F. Peters vom Hamilton College, um Asteroiden zu entdecken. In der Zeit von 1863 bis 1877 entdeckte Watson insgesamt 22 Asteroiden oder fast ein Viertel der in dieser Zeit entdeckten Asteroiden. Zu Watsons bedeutendsten Errungenschaften gehörte die Entdeckung von sechs Asteroiden in einem Jahr, 1868, eine beispiellose Leistung, für die er von der französischen Akademie der Wissenschaften mit dem Lalande-Preis ausgezeichnet wurde. Watson unternahm auch Forschungen zu Kometen und wurde in Kontroversen über seine Behauptung verwickelt, den Planeten Vulcan entdeckt zu haben. Er arbeitete intensiv an der Kartierung der Washingtoner Zone und leistete weitere Beiträge. Watson verließ jedoch 1879 die Universität von Michigan, um den Bau des Washburn Observatorium an der Universität von Wisconsin zu überwachen, nachdem er die Leitung der Universität von Michigan nicht davon überzeugen konnte, ein größeres Teleskop für das Detroit Observatory zu finanzieren. Er starb unerwartet kurz nach seinem Umzug nach Wisconsin.

## Direktoren und bekannte Studenten
Tappan rekrutierte Franz Brünnow 1854 als ersten Direktor des Observatoriums. Zu Brünnows Schülern während seiner Amtszeit am Detroit Observatory gehörten Asaph Hall, De Volson Wood, Cleveland Abbe und James Craig Watson. Watson diente 16 Jahre lang, und unter seinen Schülern waren Otto Julius Klotz, Robert Simpson Woodward, George Cary Comstock, Marcus Baker und John Martin Schaeberle. Die vollständige Liste der Direktoren des Detroit Observatory lautet wie folgt:
| Name               | Zeit als Direktor                                       | Notiz |
| ------------------ | ------------------------------------------------------- | ----- |
| Franz Brünnow      | 1854–1863                                               |       |
| James Craig Watson | 1863–1879                                               |       |
| Mark W. Harrington | 1879–1891                                               |       |
| Asaph Hall, Jr.    | 1892–1905                                               |       |
| William J. Hussey  | 1891–1892 (Stellvertretung) 1905–1926                   |       |
| Ralph H. Curtiss   | 1926 (Stellvertretung) 1927–1929                        |       |
| Heber D. Curtis    | 1930–1941                                               |       |
| W. Carl Rufus      | 1929–1930 (Stellvertretung) 1942–1945 (Stellvertretung) |       |
| A. D. Maxwell      | 1945–1946 (Stellvertretung)                             |       |
| Leo Goldberg       | 1946–1960                                               |       |
| Freeman D. Miller  | 1960–1961 (Stellvertretung)                             |       |
| Orren C. Mohler    | 1962–1970                                               |       |
| W. Albert Hiltner  | 1970–1982                                               |       |

## Gebäudebeschreibung
Das Detroit Observatory befindet sich auf dem Campus der Universität von Michigan und ist eine zweistöckige rechteckige Rahmenkonstruktion mit Walmdach und einer Seitenlänge von 10 m. Sie wird von zwei einstöckigen Flügeln flankiert, die jeweils 5,8 m auf 8,8 m lang sind. Das Design ist typisch für Observatorien aus dem 19. Jahrhundert. Die Struktur besteht aus massiven Ziegeln, die mit Stuck verkleidet sind, der Granitblöcken ähnelt. Es ist mit einer großen drehbaren Kuppel aus Holz und Segeltuch mit einem Durchmesser von 6,4 m bedeckt. Ein kleiner Portikus bedeckt den Vordereingang.